# Episodi di Degrassi: The Next Generation (quattordicesima stagione)
La quattordicesima stagione della serie televisiva Degrassi: The Next Generation è stata trasmessa in anteprima in Canada dalla MTV Canada tra il 28 ottobre 2014 e il 2 agosto 2015.
| nº | Titolo originale                 | Titolo italiano | Prima TV Canada  | Prima TV Italia |
| -- | -------------------------------- | --------------- | ---------------- | --------------- |
| 1  | Smells Like Teen Spirit          | inedito         | 28 ottobre 2014  | inedito         |
| 2  | Wise Up                          | inedito         | 4 novembre 2014  | inedito         |
| 3  | If You Could Only See            | inedito         | 11 novembre 2014 | inedito         |
| 4  | Can't Stop This Thing We Started | inedito         | 18 novembre 2014 | inedito         |
| 5  | There's Your Trouble             | inedito         | 25 novembre 2014 | inedito         |
| 6  | (You Drive Me) Crazy             | inedito         | 2 dicembre 2014  | inedito         |
| 7  | I'll Be Missing You              | inedito         | 9 dicembre 2014  | inedito         |
| 8  | Hush                             | inedito         | 16 dicembre 2014 | inedito         |
| 9  | Something's Got to Give          | inedito         | 23 dicembre 2014 | inedito         |
| 10 | Hero vs. Villain                 | inedito         | 30 dicembre 2014 | inedito         |
| 11 | Firestarter (Part 1)             | inedito         | 6 gennaio 2015   | inedito         |
| 12 | Firestarter (Part 2)             | inedito         | 13 gennaio 2015  | inedito         |
| 13 | Watch Out Now                    | inedito         | 20 luglio 2015   | inedito         |
| 14 | Ready or Not                     | inedito         | 20 luglio 2015   | inedito         |
| 15 | Wishlist                         | inedito         | 21 luglio 2015   | inedito         |
| 16 | Walking in My Shoes              | inedito         | 22 luglio 2015   | inedito         |
| 17 | Get It Together                  | inedito         | 23 luglio 2015   | inedito         |
| 18 | Give Me One Reason               | inedito         | 24 luglio 2015   | inedito         |
| 19 | I Wanna Be Adored                | inedito         | 27 luglio 2015   | inedito         |
| 20 | Teen Age Riot                    | inedito         | 28 luglio 2015   | inedito         |
| 21 | The Kids Aren't Alright (Part 1) | inedito         | 29 luglio 2015   | inedito         |
| 22 | The Kids Aren't Alright (Part 2) | inedito         | 30 luglio 2015   | inedito         |
| 23 | Finally (Part 1)                 | inedito         | 31 luglio 2015   | inedito         |
| 24 | Finally (Part 2)                 | inedito         | 31 luglio 2015   | inedito         |
| 25 | Summer Girls (Part 1)            | inedito         | 2 agosto 2015    | inedito         |
| 26 | Summer Girls (Part 2)            | inedito         | 2 agosto 2015    | inedito         |
| 27 | Summer Girls (Part 3)            | inedito         | 2 agosto 2015    | inedito         |
| 28 | Summer Girls (Part 4)            | inedito         | 2 agosto 2015    | inedito         |